# Dagö
Dagö (estlandssvenskt uttal da:e, estniska Hiiumaa, forngutniska Dagaiþ) är en ö som tillhör Estland och som finns i Östersjön, 140 km sydväst om huvudstaden Tallinn. Huvudorten på Dagö är Kärrdal (Kärdla) och ön har sammanlagt 8 220 invånare på 989 kvadratkilometer.

## Geografi
Dagö utgör ett eget landskap, Dagö (estniska: Hiiumaa), som sedan 2017 även utgör en kommun, Dagö kommun (estniska: Hiiumaa vald). Dagö är den norra ön av de två stora öarna i Estlands västra skärgård; den södra heter Ösel, och de båda öarna är skilda åt genom Sölasund. Taknenäset är den norra udden på Dagö och dess västra udde benämns Dagerort och ligger på halvön Kõpu. På Kõpu ligger Dagös högst belägna plats, Tornimägi (68 meter över havet) där Kopu fyr från 1531 är belägen. Hares sund, som är en del av havsområdet Moonsund, skiljer Dagö i väster från Ormsö i öster.

## Ekonomi och kommunikationer
Huvudnäringarna på Dagö var tidigare jordbruk, fåravel, skogsbruk, skogsindustri och fiskkonservindustri, men på senare tid har en plastindustri växt fram liksom turism. Kulturlandskapet präglas fortfarande av jordbruk men industriell verksamhet och turism är nya inslag i landskapet. På Dagös ostsida vid Hares sund mot Ormsö ligger hamnen Heltermaa, som har färjeförbindelse med Rus på fastlandet. Färjeförbindelse finns också med Ösel; dessa färjor utgår från hamnen Sõru sadam på södra sidan av ön. Dagliga flygförbindelser finns till Tallinn med Saartelennuliinid från Kärdla flygplats.

## Historia
Dagö kristnades på 1200-talet och hamnade sen i delad ägo: halva ön tillhörde biskopen av Ösel-Wiek och andra halvan (från 1436 hela ön) tillhörde Tyska orden. Efter ordensstatens upplösning hävdade både Sverige och Danmark ägarskap över ön. Sverige erövrade ön 1563 och den blev då en del av Svenska Estland. Danmark avträdde formellt ön först vid freden i Brömsebro 1645. År 1710, under det stora nordiska kriget, erövrades ön av Ryssland, och ön blev en rysk besittning genom freden i Nystad 1721. Dagö tillhörde Ryssland fram till 1920, då den tillföll den nyutropade republiken Estland. Under andra världskriget ockuperades Dagö av Sovjetunionen 1940-1941, av Tyskland 1941-1944 och därefter åter av Sovjetunionen från 1944. Under kriget förstördes Kärrdals hamn av nazityska styrkor, och den är fortfarande inte återuppbyggd. I dag ligger båthamnen omkring en mil norr om staden. Efter kriget annekterades Estland av Sovjetunionen och omvandlades till Estniska SSR. Under denna tid var Dagö en militär gränszon som var stängd även för sovjetiska medborgare och endast kunde besökas av dem som hade särskilt utfärdade inrikespass. Ockupationen fortgick till Sovjetunionens upplösning 1991.

### Dagösvenskarna
Sedan åtminstone 1200-talet har det i det nuvarande Estlands kusttrakter och på de större öarna bott en svensktalande bondebefolkning. Befolkningen hade sin största utbredning under 1400- och 1500-talen. Dagö var i svensk besittning åren 1563–1721 och ön var länge ett viktigt centrum för svenskarna i Estland. I slutet av 1700-talet fanns där cirka 2 000. De var bland annat bosatta i byarna Malmas, Röicks, Buskby, Mutas och Hohenholm. Av dessa deporterades 1781 ungefär hälften till Ukraina av kejsarinnan Katarina II. De få som överlevde den långa vandringen till fots till Ukraina via Moskva grundade byn Gammalsvenskby. De kvarvarande svenskarna på Dagö bodde framförallt i området i och kring Kärrdal, där det fortfarande finns ett fåtal personer som betraktar sig som svenskar. Flertalet svenskar på Dagö uppgick emellertid antingen i den estnisktalande majoritetsbefolkningen eller flyttade över till Ormsö, när godset Hohenholm upplöstes under 1800-talet. Fortfarande är dock de estniska dialekterna på Dagö påverkade av svenskan i ännu högre grad än den estniska som talas på fastlandet.

## Klimat
Årsmedeltemperaturen i trakten är 3 °C. Den varmaste månaden är juli, då medeltemperaturen är 17 °C, och den kallaste är januari, med −10 °C.

## Bilder

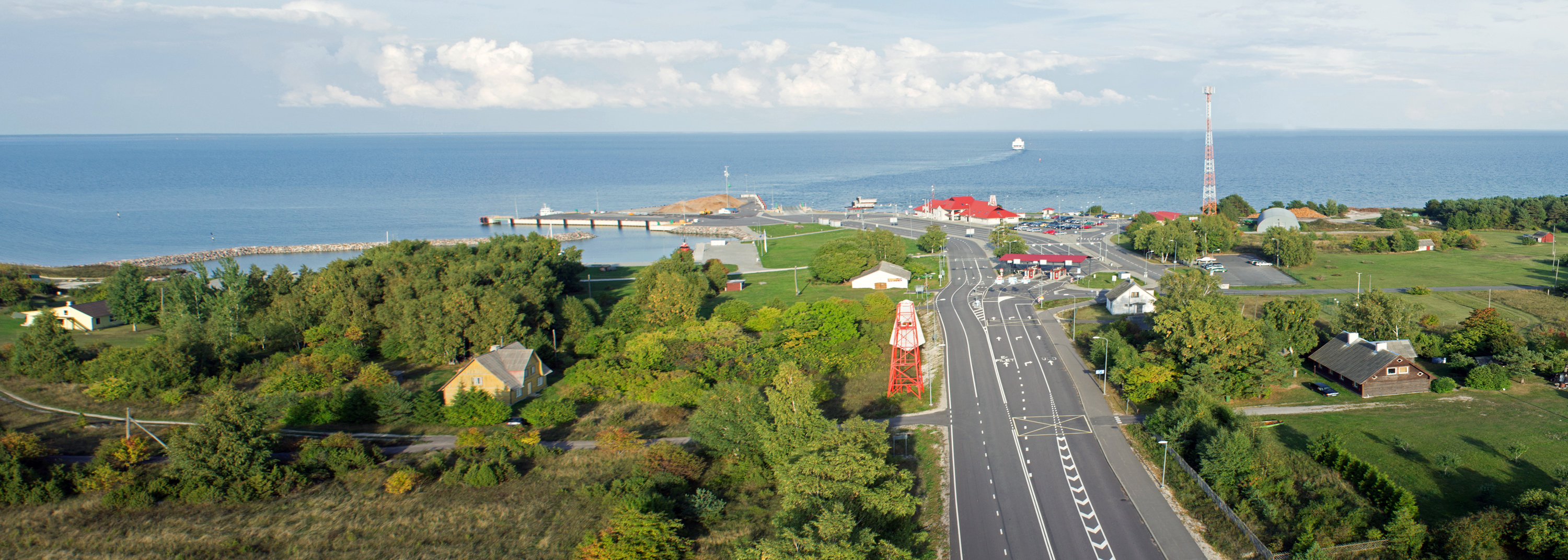
Hamnen Heltermaa sadam
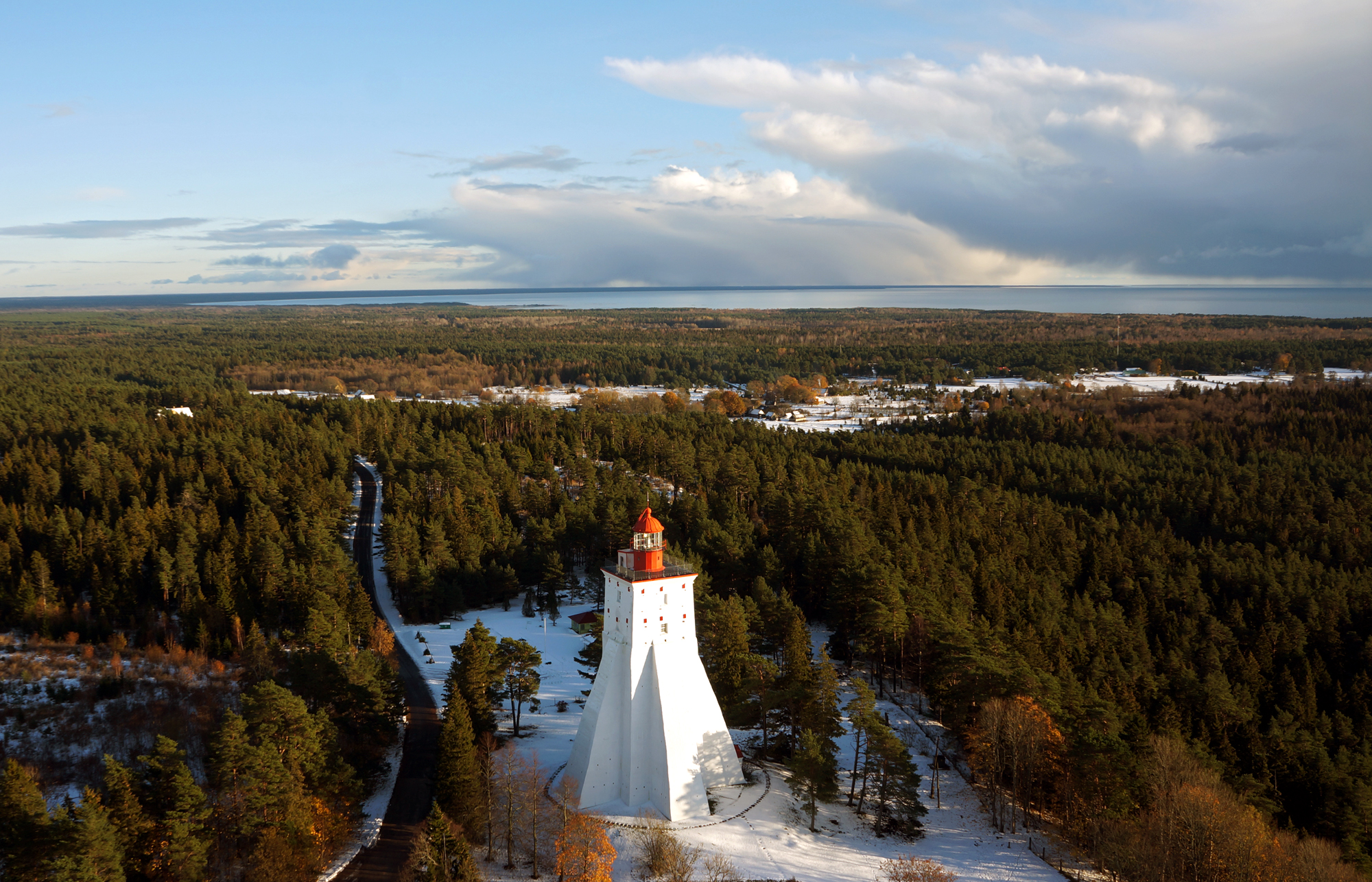
Kõpu tuletorn
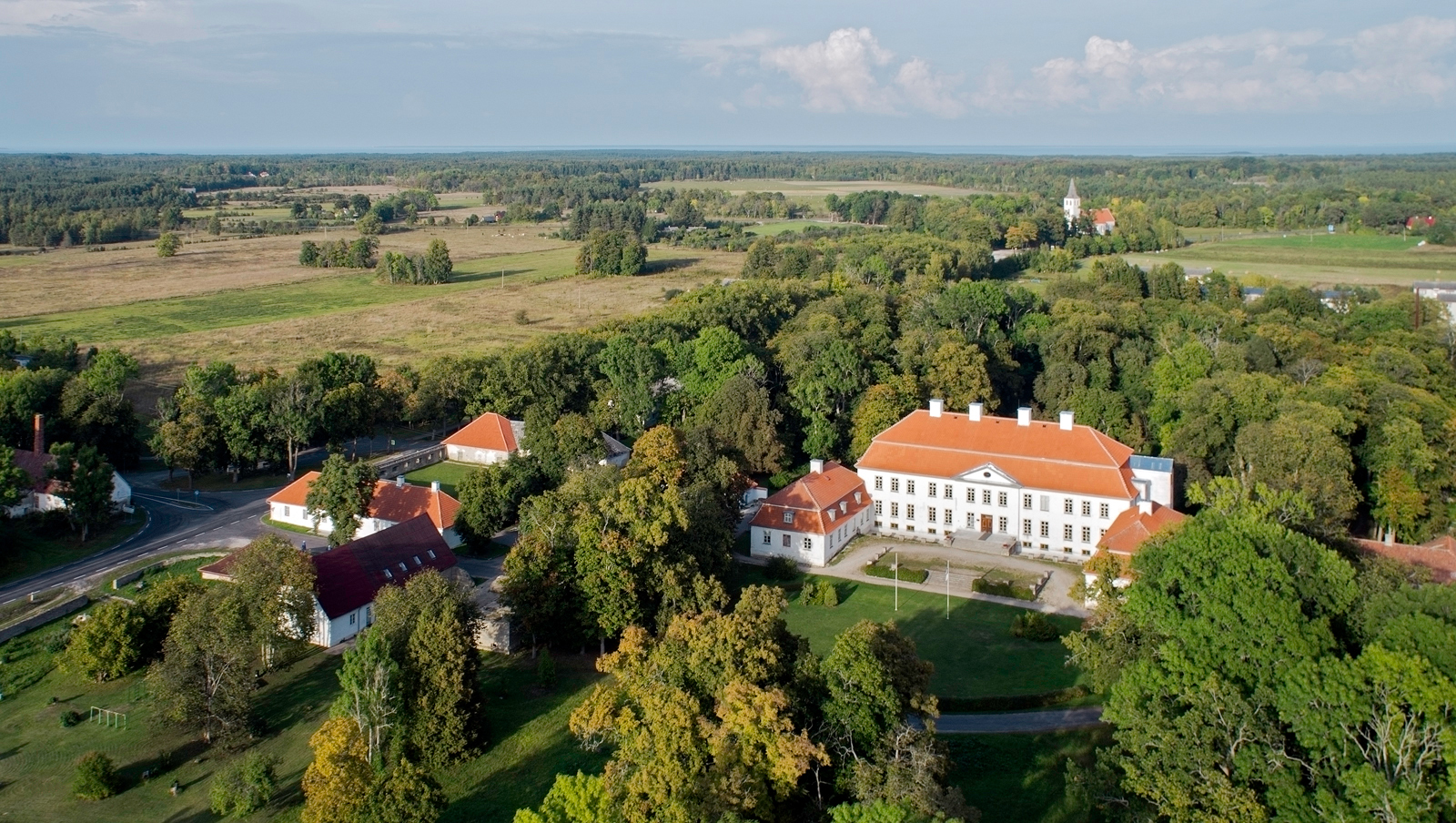
Herrgården Storhovet
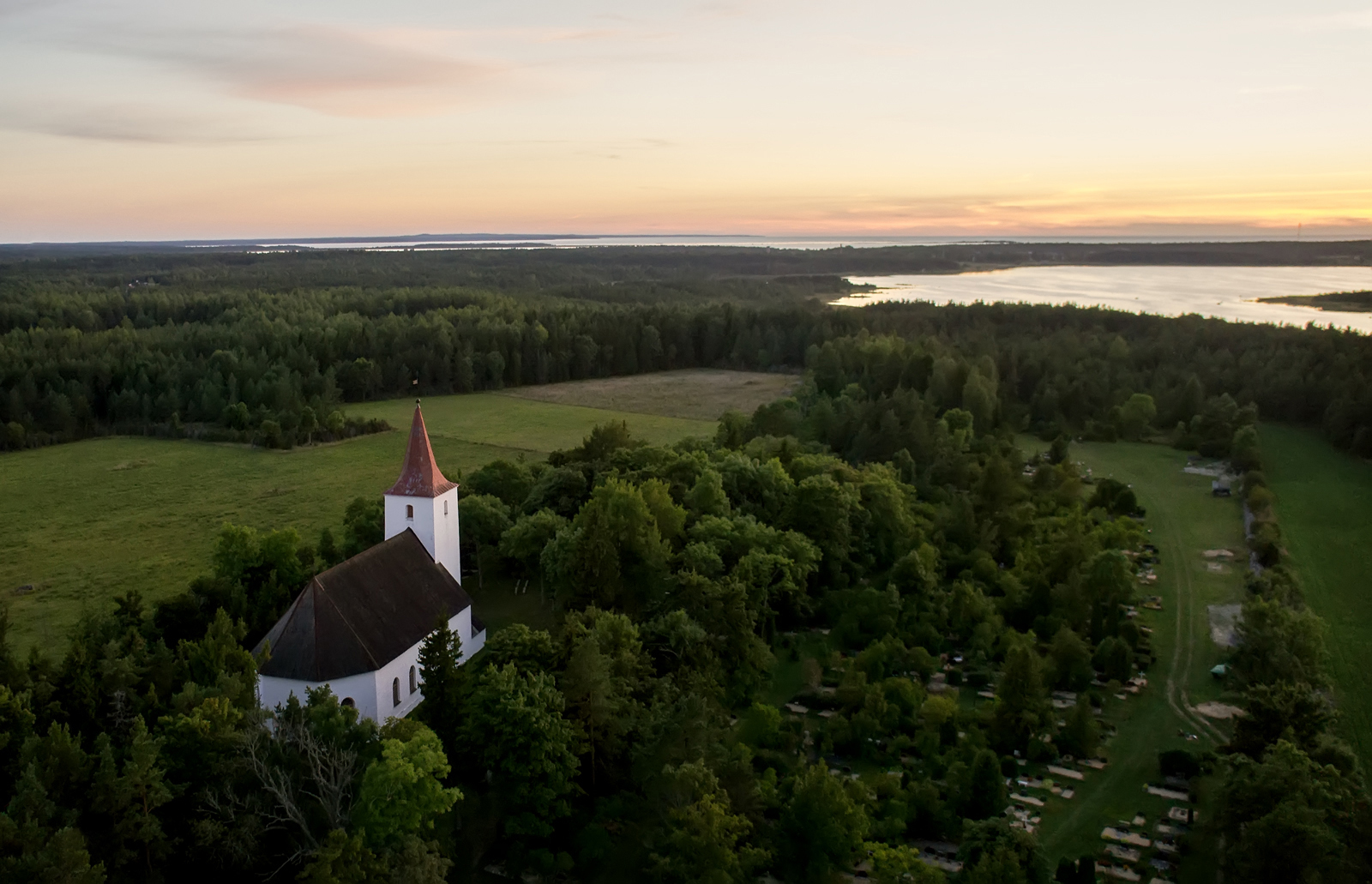
Kyrkan i Röicks
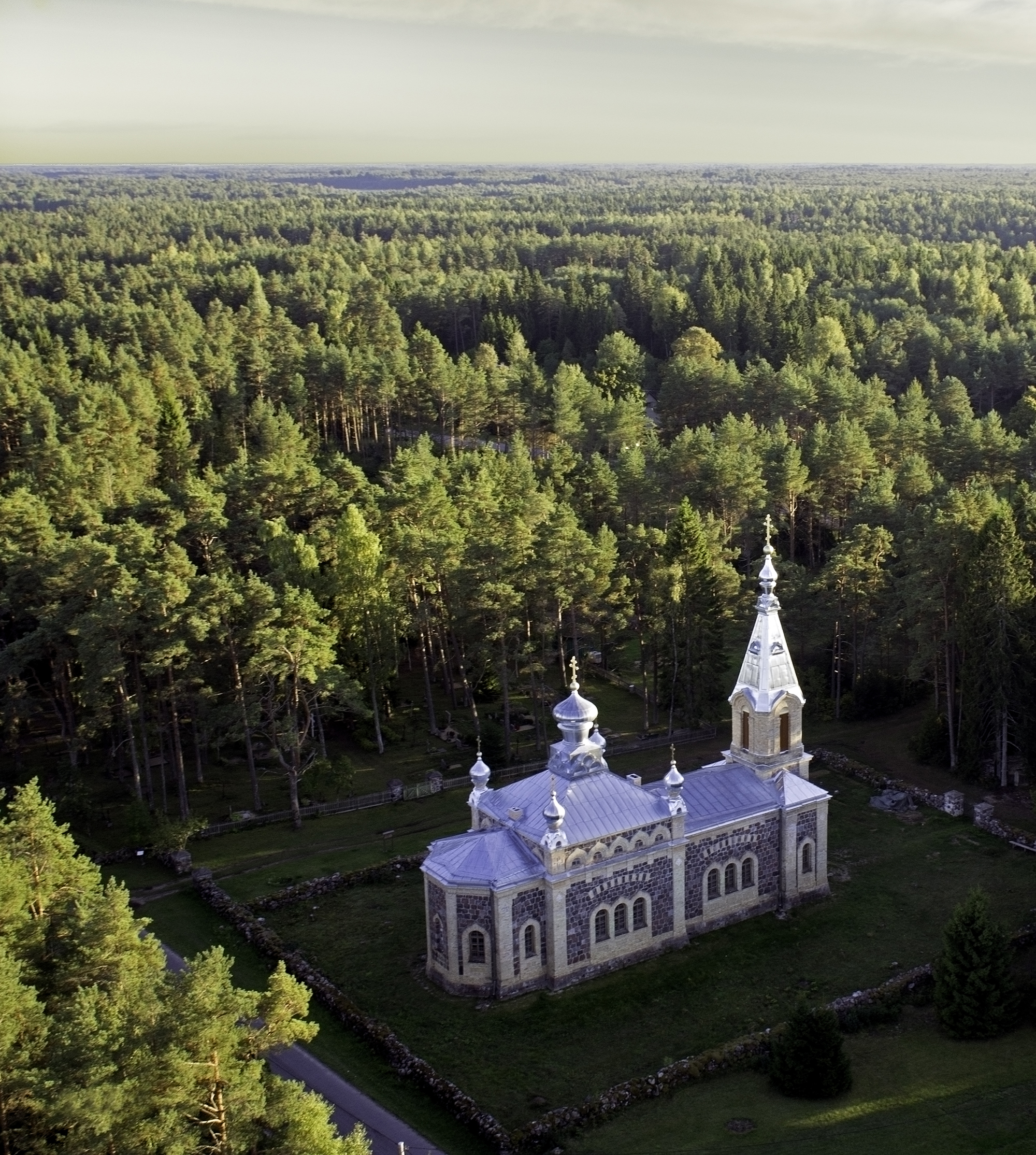
Kuriste kirik
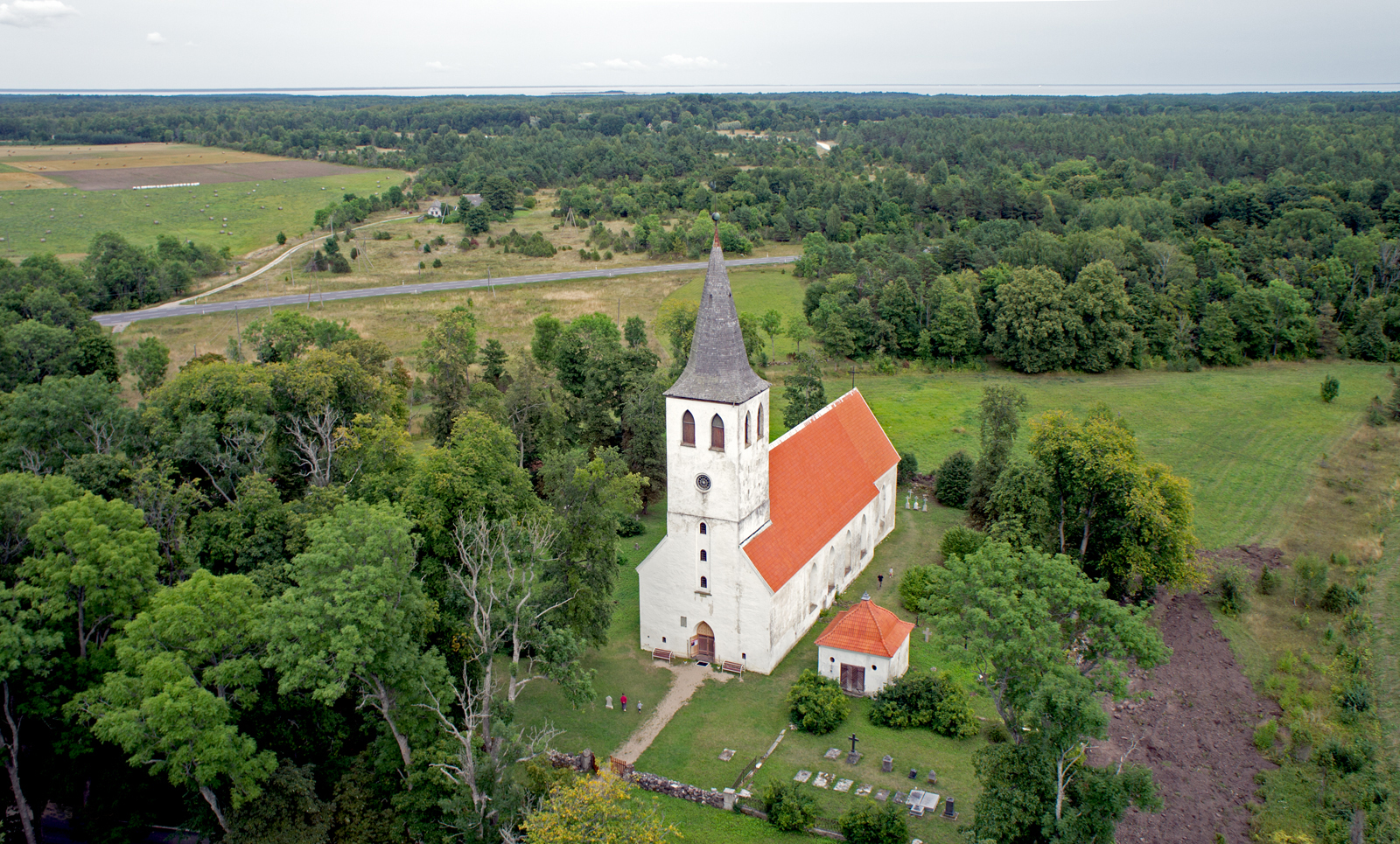
Pühalepa kirik
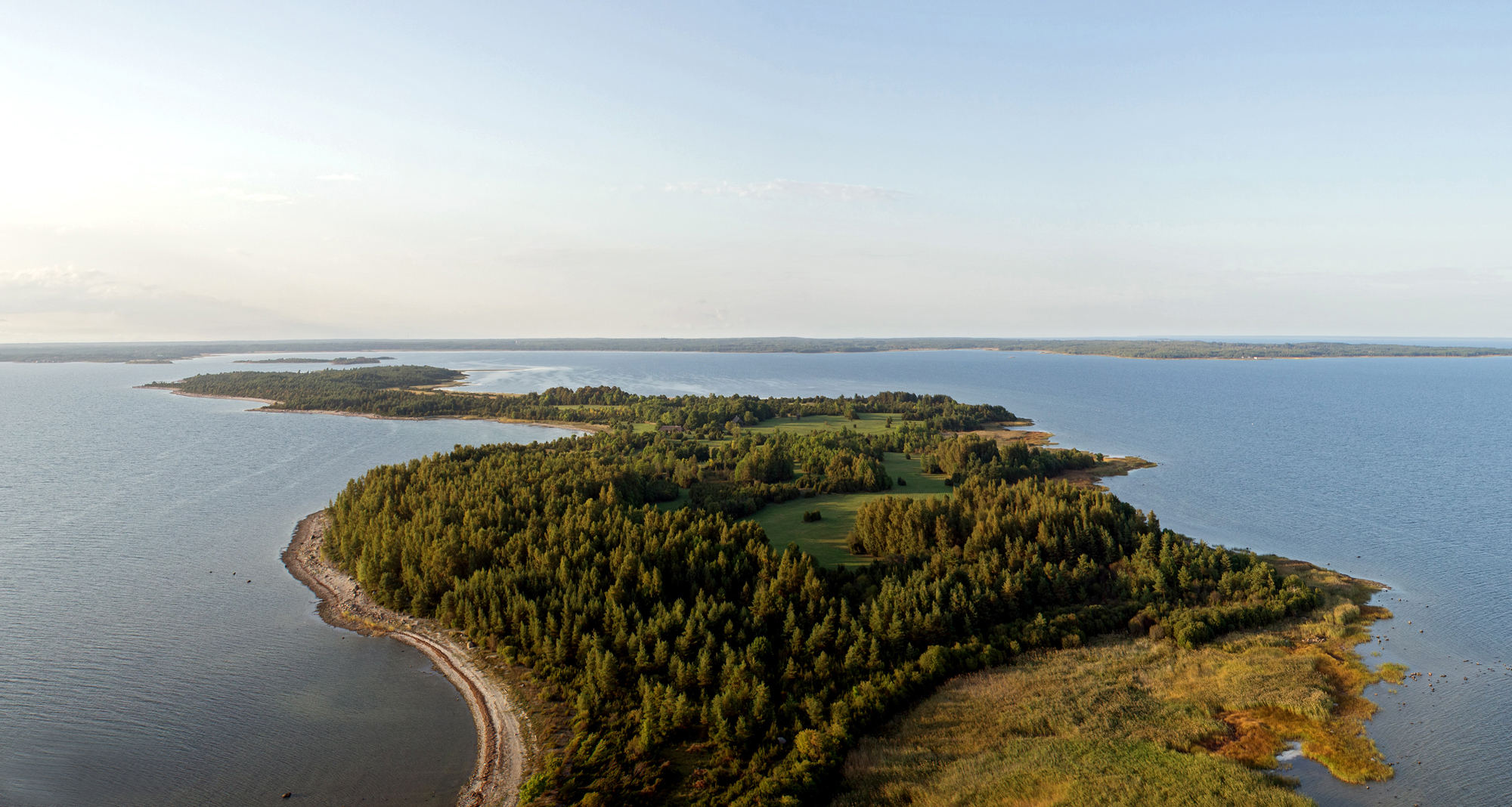
Den lilla ön Saarnaki laid.
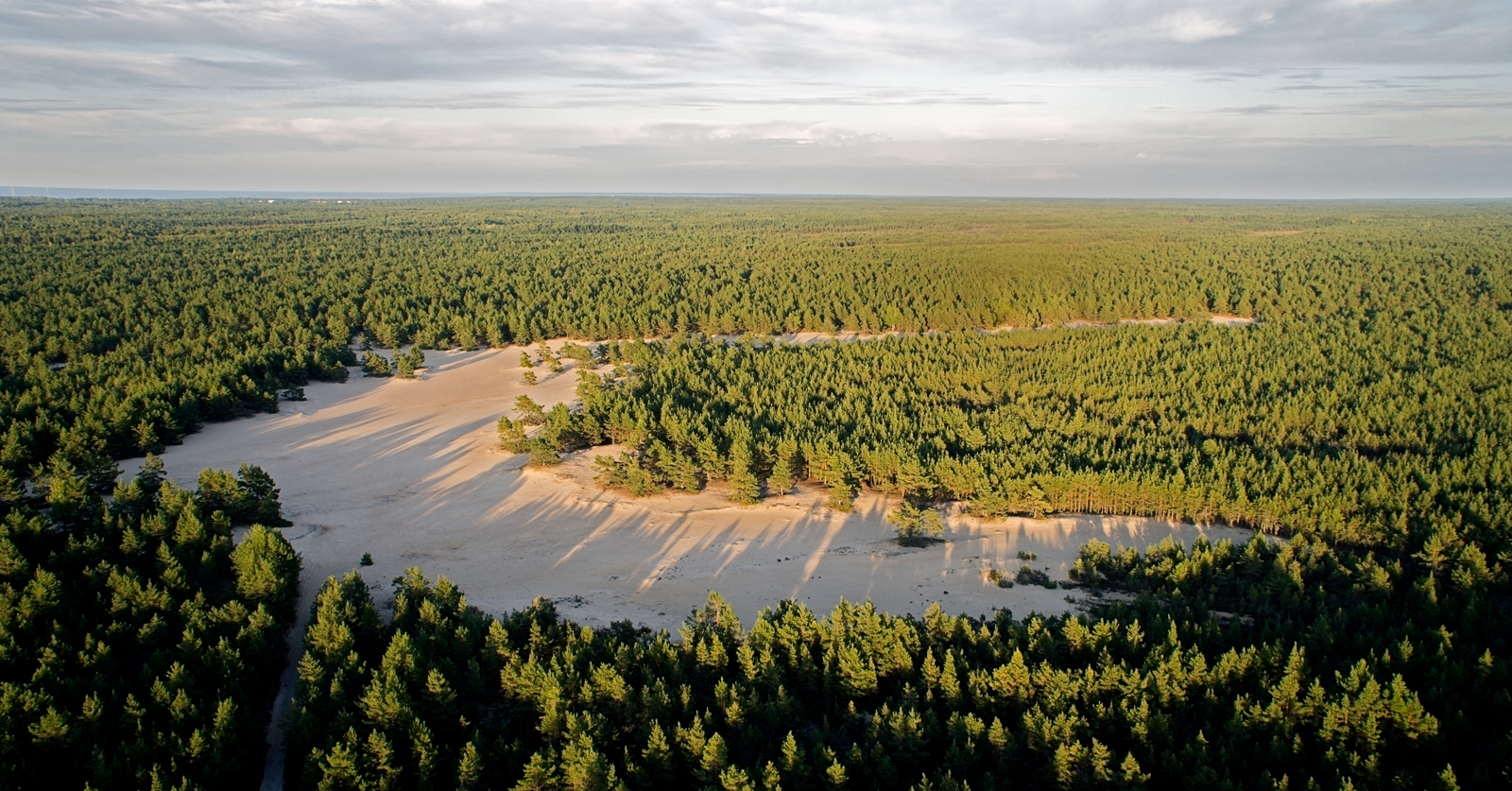
Kaibaldi hed
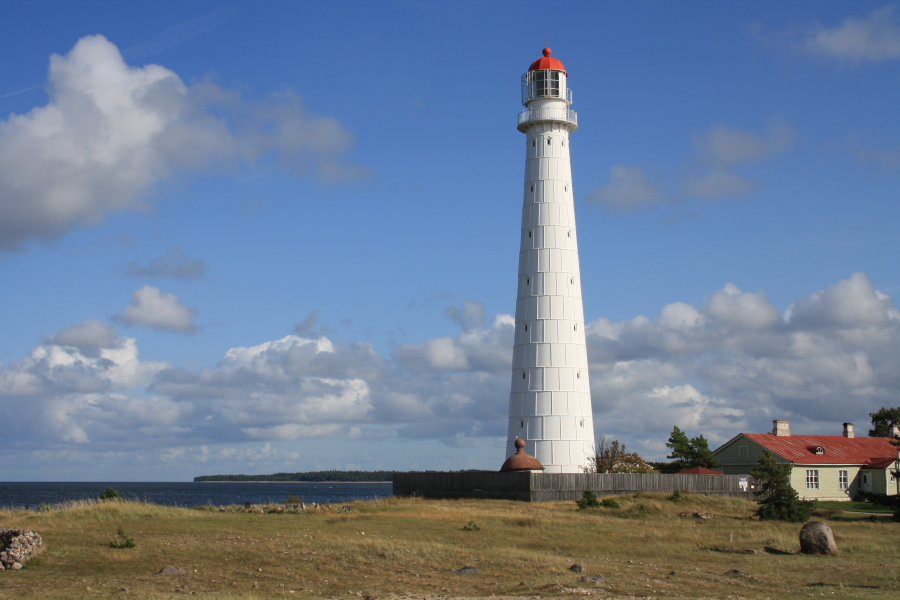
Fyrtornet på Taknenäset
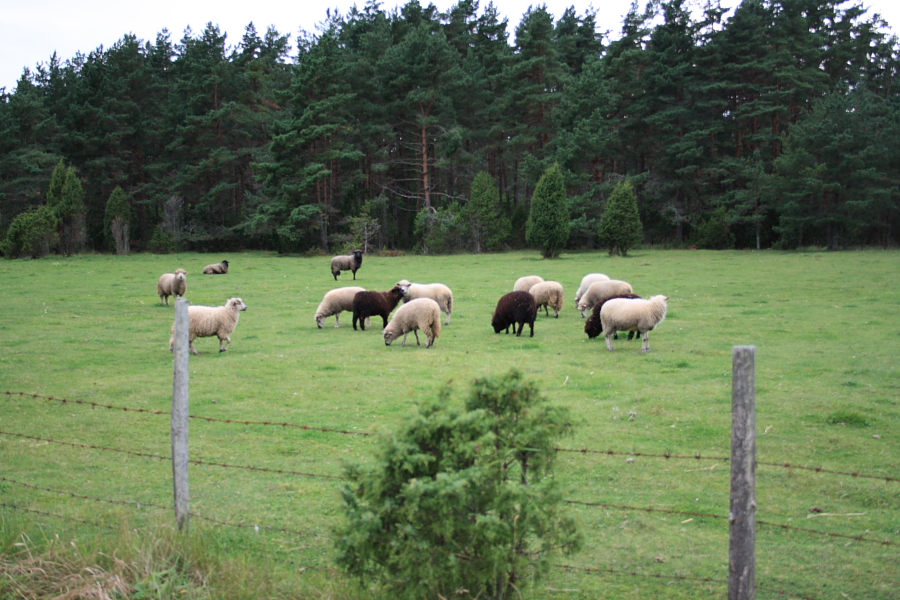
Får på bete
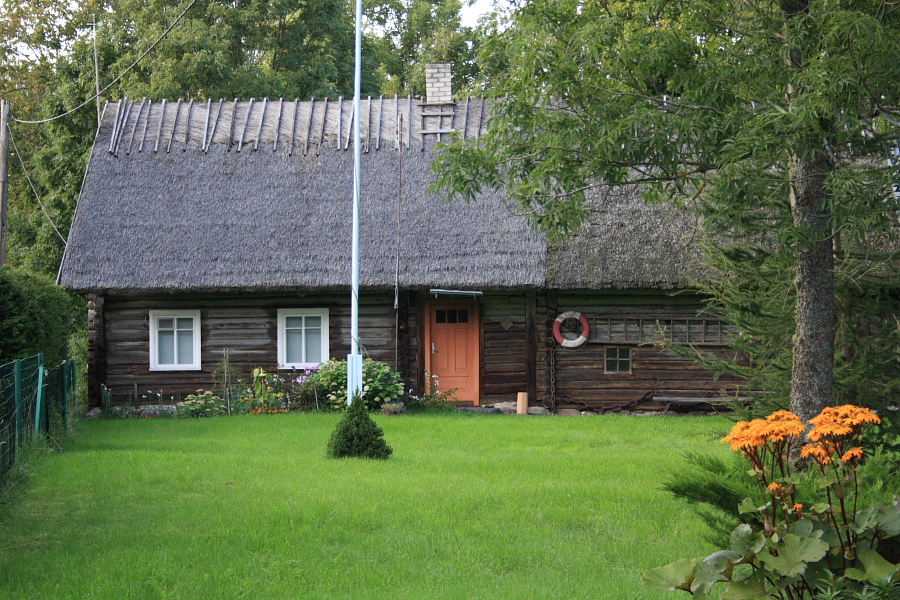
Landsgård
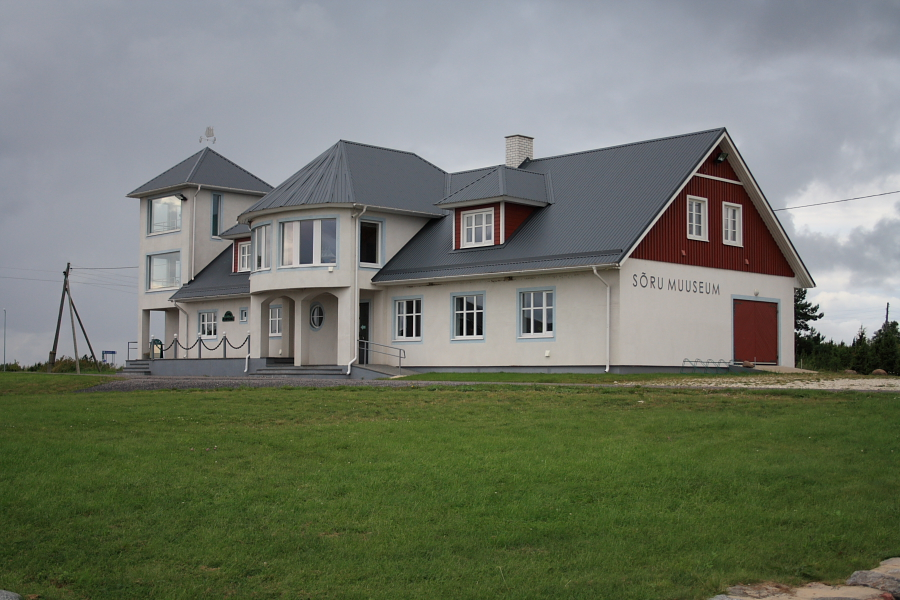
Museet i Sõru
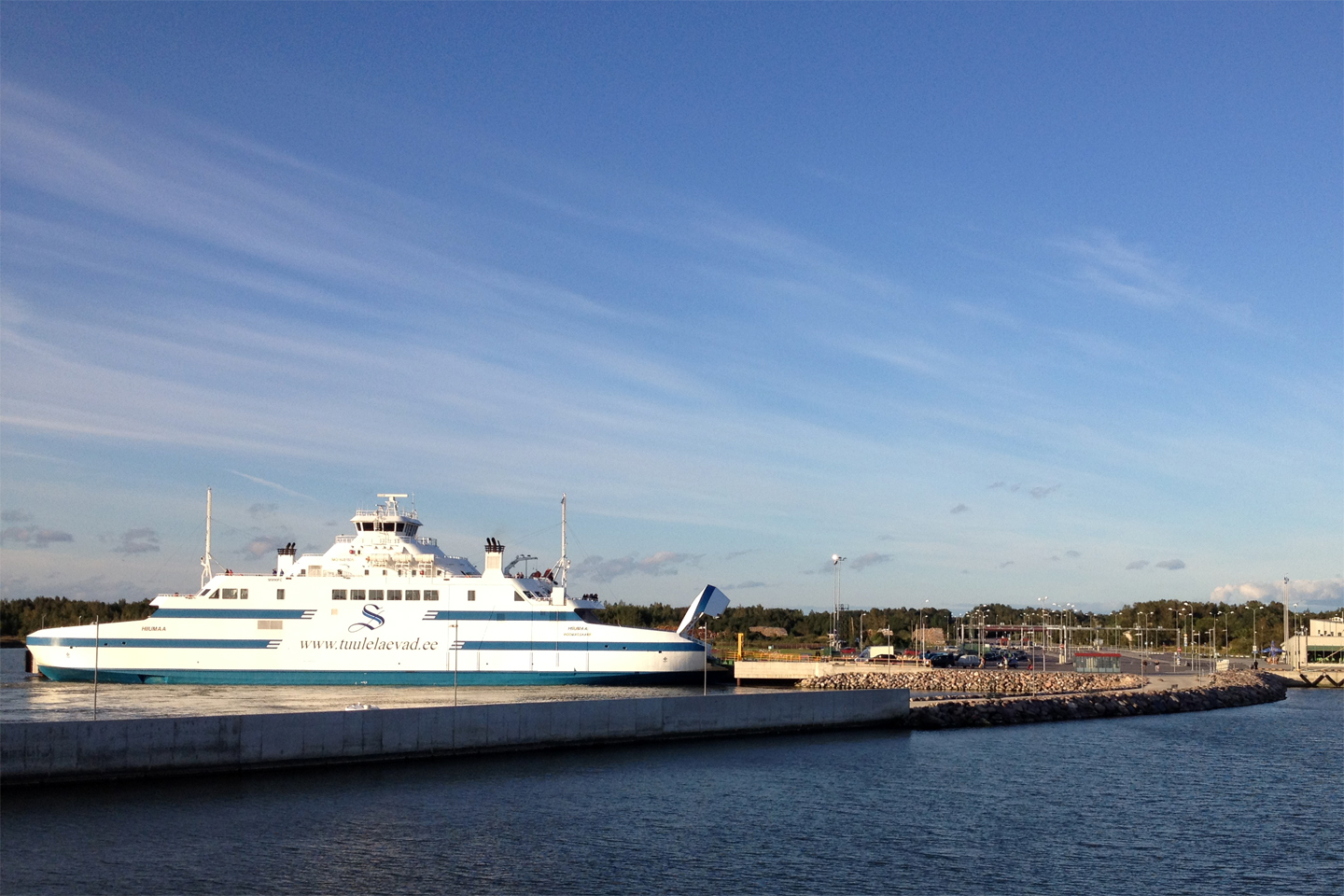
Färjan till Dagö i Rus hamn